# Вебтун
Вебту́н (кор. 웹툰, англ. Webtoon) — це вид вебкоміксів, який сформувався у Південній Кореї на початку 2000-х років. Вебтуни у порівнянні з більшістю вебкоміксів були створенні та пристосовані для перегляду на комп'ютері чи мобільному телефоні, а не просто оцифрований варіант друкованого видання. Серед відомих платформ публікації вебтунів у Південній Кореї є Naver Webtoon, Daum Webtoon, Kakao Page та Lezhin Comics.

## Назва
Вебтун походить від поєднання слова англ. web та слова англ. toon, що походить від англ. cartoon (укр. комікс).

## Формат
Більшість вебтунів складаються з поздовжньої стрічки, в якій послідовно зверху вниз розміщенні панелі коміксу. Таким чином вебтун пристосований для читання на мобільному телефоні, завдяки тому, що вміст вертикально пролистується. Окрім того, вертикальне пролистування вебтуну дозволяє створювати комікс, що занурює читача як в коротенький фільм шляхом використання додаткового тексту і графіки на поділах, розтягнення панелей чи скорочення відстані між панелями тощо. Наприклад, використання довгих панелей дозволяє у вебтунах передати відчуття того, що пролетіло багато часу, а короткі відстані між панелям — екшну.
Модель виходу серій вебтуну схожі до тих, що використовуються в телевізійних серіалах, а саме регулярно і щотижнево.

## Історія
Перші вебтуни почали створювати наприкінці 1990-х роках і тоді вони публікувалися на персональних сторінках в інтернеті. У зв'язку з тим, що вартість публікацій у журналах була високою в порівнянні з веденням власної сторінки, то незалежні автори манхв почали публікувати свої історії на власних сторінках, і одним із таких був Пак Кван Су зі своїм твором «Мислення Кван Су». У 2000 році інтернет пошукова система Чхолліан (кор. 천리안, англ. Chollian) створила сервіс Чхолліан Вебтун (кор. 천리안 웹툰, англ. Chollian Webtoon), який став першим сервісом, що використав таку назву, і там публікувалися друковані манхви. У 2002 році вийшов перший вебтун «Спогади Папе і Попо» (кор. 파페포포 메모리즈) автора Сім Син Хьон у блозі на сайті Daum, що використовував вертикальне розміщення панелей коміксу. Проте вертикальне розміщення панелей у вебтунах отримало свою популярність за рахунок вебтуну «Романтичний комікс» (кор. 순정만화, кирилізація: сунджон манхва) автора Кан Пхуля, що почав виходити у 2003 році на сайті Daum, який тоді запустив свій сервіс вебтунів. У 2004 році Naver на своєму порталі запустило сервіс вебтунів.

### Нульове покоління

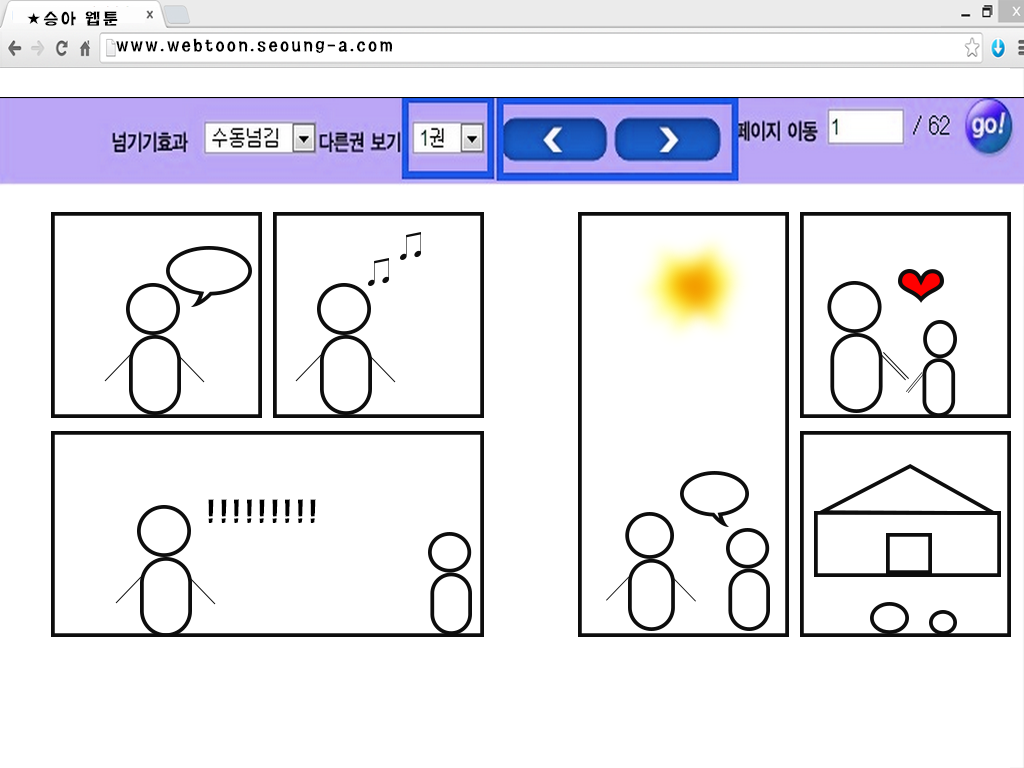
Приклад вебтуну нульового покоління

До нульового покоління відносять період кінця 1990-х років. Вебтуни того періоду, в основному, були звичайним коміксами, що відсканували та опублікували в Інтернеті без будь-яких змін. Вони використовували формат горизонтального пролистування і функції автопролистування або пролистування за певний період секунд. Прикладом сайтів, що в той час публікували вебтуну нульового покоління є такі як N4 і Comics Today. На цих сайтах публікувалися вебтуни, що були за розміром в половину сторінки звичайного коміксу, пристосованим до екранів комп'ютерів та пролистувалися горизонтально. У той період публікуються такі вебтуни як «FEEL 100 %» автор невідомий та «Синя станція» (кор. 블루 스테이션) автора Кім Чі Вон.

### Перше покоління
В основному, перше покоління охоплює період початку 2000-х років, хоча Чін Таль Йон до першого покоління відносить також і період кінця 1990-х років. У той період вебтуни переважно публікувалися на особистих сайтах їхніх авторів. Вони застосовували вертикальний формат пролистування, могли містити флеш-анімацію та функції наближення та віддалення. Серед відомих вебтунів того часу — «Сніжний кіт» (кор. 스노우캣) автора Квон Юн Джу, «Морський блюз» (кор. 마린블루스) автора Чон Чхоль Йон та «Спогади Папе і Попо» (кор. 파페포포 메모리즈) автора Сім Син Хьон.

### Друге покоління

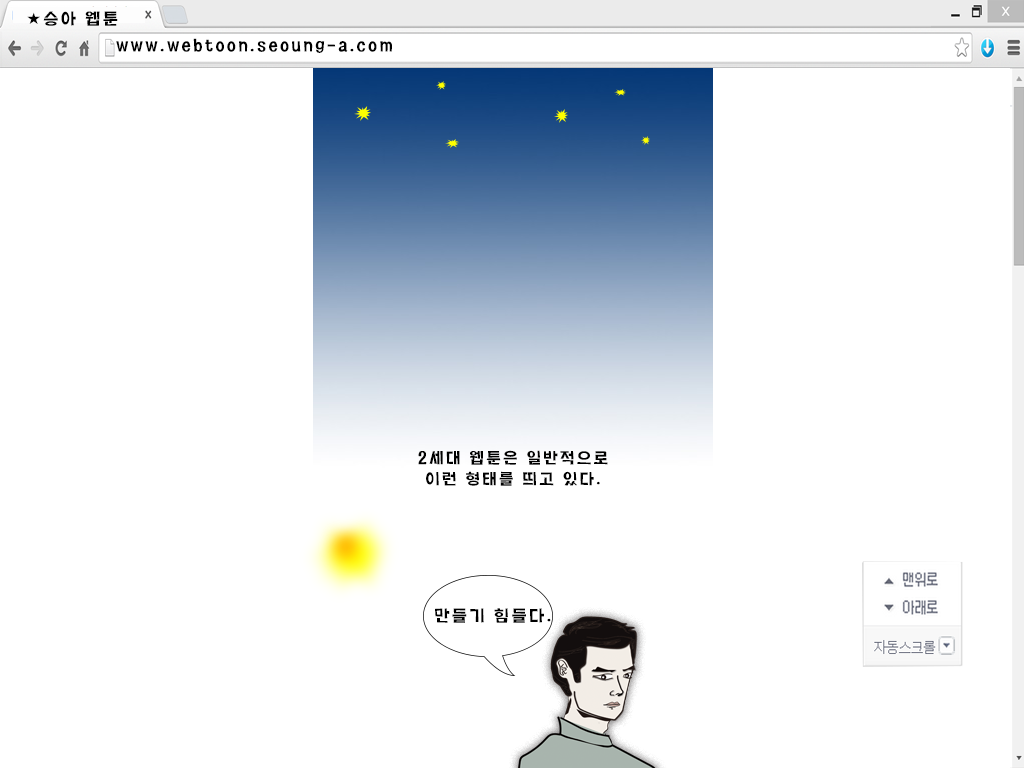
Приклад вебтуну другого покоління

Друге покоління вебтунів охоплює період від формування платформ для перегляду вебтунів (2003—2004 рр.) до появи смартфонів у широкому вжитку (кінець 2000-х років). У той час багато авторів почали публікувати свої роботи на цих платформах, а також отримувати незначний дохід. Вебтуни того періоду почали використовувати довгі стрічки з панелями, які дозволяли їм керувати часом та занурювати читачів як при перегляді фільму. Також вони почали застосовувати ефекти «зникання» (англ. fade in) та «вицвітання» (англ. fade out). Окрім того, з 2003 року вебтуни почали адаптувати в інші види культури, а також вони впливали на формування нових жанрів. Наприклад, вебтун «Квартира» (кор. 아파트) автора Кан Пхуля був адаптований у фільм «Кв.», а «Тасепхоські неслухняні дівчата» (кор. 다세포 소녀) автора B Клас Таль Ґун — у фільм «Тасепхоські неслухняні дівчата». Відомими вебтунами того часу є «Романтичний комікс» (кор. 순정만화), «Квартира» (кор. 아파트) і «Дурень» (кор. 바보) автора Кан Пхуля; «Звуки твого серця» (кор. 마음의 소리) автора Чо Сок та інші.

### Третє покоління
Третє покоління вебтунів розпочалося наприкінці 2000-х років з появою смартфонів у широкому вжитку. Поява смартфонів дозволила перенести перегляд вебтунів з екранів комп'ютерів на екрани смартфонів, що дозволило збільшити популярність вебтунів завдяки зменшенню обмежень щодо місця перегляду вебтунів. Вебтуни цього покоління почали застосовувати додатки на смартфонах, що забезпечують не лише вертикальне пролистування вебтуну, а також пролистування по дотику на екран. Окрім того, вони почали застосовувати додаткові ефекти такі як анімації, звук/музика та спеціальні ефекти. У той час корейський уряд почав надавати фінансову й правову підтримку авторам вебтунів таким чином, що у 2013 році фінансова підтримка досягла близько 5 мільйонів доларів. Окрім того, вебтуни вперше почали розповсюджувати на платній основі з 2013 року, коли Lezhin Comics розпочала свій сервіс. У 2012 році Daum інвестувала в Tapastic, першу платформу для перегляду коміксів в інтернеті на теренах США, а у 2014 році Naver запустила англійську версію свого сервісу «Naver Webtoon» на теренах США під назвою «Line Webtoon». Серед відомих вебтунів цього періоду — «Мох» (кор. 이끼), «Всередині чоловіків» (кор. 내부자들) і «Місен» (кор. 미생) автора Юн Тхе Хо, «Вежа Бога» (кор. 신의 탑) автора SIU, «Справжня краса» (кор. 여신강림) автора Яонї та інші.

## Маркетинг
Одна із головних бізнес-стратегій вебтунів є «одне джерело, багаторазове використання» (ОДБВ, англ. one source, multi use, OSMU). Стратегія полягає в тому, що на платформах вебтунів випробовуються нові автори, при цьому грошові витрати та ризики низькі. Автори, які отримали найвищі оцінки від читачів, отримують пропозицію щодо роботи/адаптації своїх робіт у таких жанрах як фільми, серіали, мюзикли, онлайн-ігри або видання друкованих коміксів. Вебтуни за стратегією OSMU станом на 2017 рік принесли прибутку близько 420 мільярдів вон (близько 368 мільйонів доларів) та планувалося, що у 2018 році ця сума зросте вдвічі до 880 мільярдів вон.
З 2012 року на платформах, де розповсюджуються вебтуни, почала застосовуватися часткова оплата за перегляд певних серій. Таким чином, на платформі публікуються вебтуни, що є постійно безкоштовними, та популярні вебтуни, в яких безплатні лише перші серії, а далі необхідно платити. За такою стратегією працює Lezhin Comics і ця стратегія дозволяє їм публікувати вебтуни для дорослого віку. Водночас інші платформи, такі як Naver Webtoon, застосовують модель «очікуй або плати», яка полягає в тому, що популярні вебтини можуть мати безкоштовні серії, що вже вийшли, та платні серії, що лише вийдуть через тиждень або більше. Ця функція у Naver Webtoon називається «Швидка перепустка» (англ. Fast Pass). Крім того, Naver Webtoon також започаткував «Щоденну перепустку» (англ. Daily Pass), яка полягає в тому, що завершені популярні вебтуни мають лише перші декілька серій відкритими, а наступні відкриваються наступного дня, проте можна одразу відкрити всі серії, заплативши гроші.

### Реклама
Платформи, на яких публікуються вебтуни, і самі вебтуни можуть мати інтегровану рекламу. В основному виділяють такі типи рекламних інтеграцій як брендований вебтун, продакт-плейсмент у вебтуні та рекламний банер. В основному, брендовані вебтуни виникають внаслідок бажання автора створити спін-офф з комерційною метою. Наприклад, брендований вебтун «2024» розповідає історію про природну катастрофу, в якій одна страхова компанія допомагає людям врятуватися від катастрофи і один із агентів, що допомагає це зробити, і є рекламодавцем. Рекламні банери можуть бути розміщенні в кінці вебтуну у зв'язку з тим, що там найкращий ефект від реклами, наприклад, Naver Webtoon після останньої панелі вебтуну містить місце під рекламний банер.
Продакт-плейсмент у вебтунах полягає в тому, що непомітно інтегрується реклама у сам вебтун. В основному, виділяють наступні види продакт-плейсменту у вебтунах: інтеграційний, заснований на зображенні та комбінований. Інтеграційний продакт-плейсмент полягає в тому, що реклама непомітно використовується всередині панелей вебтуну; продакт-плейсмент, що заснований на зображенні, полягає в тому, що в кінці вебтуну після останньої панелі з сюжетною частиною розміщується рекламна панель, де герої з вебтуну рекламують продукт; а комбінований продакт-плейсмент поєднує обидва згадані варіанти.

### Ринок
У 2019 році сукупний прибуток вебтунів на ринку Південної Кореї склав 640 мільярдів вон (577 мільйонів доларів), при чому 69 % прийшло від платного контенту, 16,2 % від контенту, що експортувався за кордон, 4,1 % від друкування та 4 % від реклами. Крім того, стало відомо, що половина компаній у першій половині 2020 року збільшила прибутки у зв'язку з пандемією COVID. Відсотковий розподіл наступний: 60,5 % компаній у цій індустрії повідомили, що продажі зросли на локальному ринку, 71.9 % компаній повідомили, що зросли продажі на міжнародному ринку, 37,2 % компаній повідомили, що очікують приросту в наступному році, а 30,2 % повідомили, що не очікують ніяких змін.
Naver Webtoon повідомив, що на глобальному ринку їхній продукт Line Webtoon мав принести близько 600 мільярдів вон (502 мільйони доларів) прибутку до кінця 2019 року.

## Вебтуни за межами Південної Кореї

### США
Вихід вебтунів на американський ринок почався з інвестування компанії Daum у 2012 році у платформу «Tapastic», яка стала першою платформу для читання онлайн коміксів у США, а у 2014 році свій сервіс вебтунів запустив Naver під назвою «Line Webtoon». Ці платформи дозволяли публікувати власні вебтуни на своїх сайтах, що непритаманно для коміксного ринку в США, а також містили переклади популярних корейських вебтунів англійською. Крім того, у 2012 році подібний формат адаптували Marvel зі своєю платформою «Infinite Comics», де комікси використовують горизонтальний формат, що адаптований для екранів. Також на американський ринок коміксів вийшли такі платформи як Lezhin Comics, яка запустила свій сервіс у 2016 році, та Toomics. Kakao Entertaiment планувала вийти на американський ринок зі своєю платформою «Kakao Webtoon».

### Японія
З 2013 на японському ринку надають сервіс вебтунів такі платформи, як NHN Entertainment із платформою «Comico», та Lezin Entertainment. Зараз, окрім перекладів корейських вебтунів, вони також публікують вебтуни, що створенні японськими авторами для японського ринку. Ці локальні вебтуни можуть також отримувати свої адаптації або, навіть, продаватися для інших ринків, наприклад, вебтун «ReLIFE». Серед інших платформ розповсюдження вебтунів є Piccoma та XOY і Toomics. З 2019 року Line Manga, платформа читання манги від Naver, повністю інтегрувала в себе сервіс XOY.
Платформа Comico застосовує такий самий формат читання й керування вебтунами, як і Naver Webtoon, а саме, вертикальне читання, щоденне оновлення коміксів, коментарі, ліги для творців вебтунів («Ліга випробувань» і «Найкраща ліга випробувань»), а також комікси публікуються в кольорі на відміну від манг. Проте її відмінність від корейських платформ у Японії полягає в тому, що вона бере до уваги особливості японського ринку та впроваджує елементи, що притаманні для манги індустрії, а саме, редакторська ефективність. Таким чином, Comico ставила за мету сформувати японські вебтуни, що будуть помітно відрізнятися від корейських вебтунів та японських манг, а також редакторський склад платформи планував навчати молодих авторів, що будуть створювати вебтуни.

### Європа
На початку 2010-х років у Франції було сформовано компанію «Delitoon» для публікації коміксів під впливом корейських вебтунів. Компанія спершу публікувала відскановані версії друкованих коміксів, проте пізніше почала створювати повноцінні вебтуни. Проте, в основному, компанія купує ліцензії на переклади корейських коміксів у жанрах «Романтика» та «Хлопчаче кохання». Крім того, станом на 2020 рік у Франції працювала локалізована версія «Line Webtoon», що перекладає корейські й американські вебтуни, та платформа «Webtoon Factory», що займалася виключно створенням французьких вебтунів, і публікувала їх англійською й французькою.
В Іспанії та Німеччині запустили локалізовану версію платформи «Line Webtoon», причому останній ринок вважався одним з найбільших ринків коміксів у Європі. Крім того, Kakao Entertaiment планувала вийти на європейський ринок зі своєю платформою «Kakao Webtoon», з локалізацією англійською, іспанською, французькою та німецькою мовами.

### КНР та Республіка Китай
Line Webtoon надає свій сервіс вебтунів на теренах КНР і Республіки Китай і містить локалізацію своєї платформи китайською мовою: спрощеним і традиційним варіантом. Крім Naver, на цьому ринку також оперують Daum Webtoon і Toomics, останній співпрацював з Tencent Dongman та Kauikan Manhua. 9 червня 2021 в Республіці Китай свій сервіс запустив Kakao Entertaiment із платформою «Kakao Webtoon».

### Індія
Перша платформа вебтунів у Індії була запущена у 2019 році з початком роботи сервісу Kross Komics, що є підрозділом Kross Pictures та приніс вебтуни з Кореї, Китаю та Японії. У квітня 2021 року розважальна компанія Graphic India запустила сервіс Toonsutra, який став першою платформою вебтунів, що орієнтована виключно на індійський ринок. Вебтуни, які розповсюджують через платформу, містять як оригінальні роботи, так і засновані на індійських фільмах, також розповсюджують американські комікси від компанії Valiant Entertainment.

### Південно-Східна Азія
У 2014 році у Таїланді та Індонезії запустили платформу вебтунів Line Webtoon від компанії Naver, причому станом на 2018 рік ці ринки посідали друге й третє місце за обсягом. Крім того, з 2016 року на таїландський ринок вийшла компанія Kakao в у співпраці з локальною платформою вебтунів Ookbee Comics. 3 квітня 2018 року у В'єтнамі було запущено першу платформу вебтунів «Vinatoon» і вона містила на момент запуску 30 вебтунів від Daum. 7 червня 2021 року в Таїланді Kakao Entertaiment запустило власну платформу вебтунів «Kakao Webtoon».

## Адаптації
Адаптування вебтунів у інші види продукції базується на принципі OSMU, де одне джерело — вебтун — застосовується для створення багатьох адаптацій. Адаптації вебтунів почалися з середини 2000-х років, проте вони не мали успіху. Однак вже з середини 2010-х років адаптації за мотивами вебтунів стали успішними, наприклад, найуспішнішою адаптацією за мотивами вебтуну став серіал «Місен: Неповноцінне життя», який заснований на вебтуні з такою ж назвою автора Юн Тхе Хо.

## Відомі найменування
- Апельсиновий мармелад[en]
- Дворянство
- Звуки твого серця
- Моє ID є Каннамська краса[ko]
- Справжня краса[en]

## Виноски
1. 1 2 3  «Kakao Webtoon» є ребрендингом «Daum Webtoon».